# Schlechterina mitostemmatoides
Schlechterina mitostemmatoides je biljka iz porodice Passifloraceae, roda Schlechterina. Nema sinonima za ovu vrstu.
Nazvana je po skupljaču Schlechteru.
Raste u Mozambiku u pokrajinama Lourenco Marques, Camo Delgado, Maputo i Zambezija, u Keniji u obalnim pokrajinama Kilifi, Kwale i Lamu, u Tanzaniji u pokrajinama Dar-es-Salaam, Kinondoni, Kusini Unguja, Kusini, Lindi, Kilwa, Liwale, Morogoro, Kilosa, Mtwara, Masasi, Pwani, Bagamoyo, Kibaha, Kisarawe, Mafia, Rufiji, Tanga, Handeni i Muheza i u Južnoj Africi u pokrajini KwaZulu-Natal.
Ova penjačica raste u suhim šumama i na rubovima šuma, šikari, šumarcima, travnjacima, obalnom busku. Ugrožava ju širenje poljodjelskih zahvata malih vlasnika duž obale, zatim sječa šuma, urbanizacija i prenamjena zemljišta za rekreaciju.
Schlechterina mitostemmatoides jest ugrožena vrsta koju zbog pojave na velikom broju lokacija i zaštićenih područja IUCN svrstava u najmanji stupanj zabrinutosti.

## Vanjske poveznice
- Schlechterina na Germplasm Resources Information Network (GRIN)  Arhivirana inačica izvorne stranice od 3. svibnja 2013. (Wayback Machine), SAD-ov odjel za poljodjelstvo, služba za poljodjelska istraživanja.